# Vasile Alecsandri, Tulcea
Vasile Alecsandri (în trecut Testemel(ul)) este un sat în comuna Stejaru din județul Tulcea, Dobrogea, România. El este recunoscut în Dobrogea pentru numărul ridicat de aromâni. Aromânii din Vasile Alecsandri își câștigă existența din crescutul oilor, meserie pe care o practică de sute de ani.